# Héctor Beltrán Leyva
Héctor Beltrán Leyva, né le 15 février 1965 et mort le 18 novembre 2018, est un présumé baron de la drogue mexicain et dirigeant du cartel Beltrán Leyva, une organisation de trafic de drogue,. Il est le frère d’ Arturo Beltrán Leyva (mort), ancien dirigeant du cartel. Héctor, commandant en second, prend la direction de l'organisation criminelle après la mort de son frère le 16 décembre 2009 lors d'un affrontement avec des marines mexicains,.